# Penžinskij rajon
Il Penžinskij rajon è un rajon (distretto) del Kraj di Kamčatka, nella Russia estremo orientale. Il capoluogo è il piccolo centro di Kamenskoe.